# 短穗叉柱花
短穗叉柱花（学名：Staurogyne brachystachya）为爵床科叉柱花属的植物。分布在越南北部以及中国大陆的云南等地，生长于海拔260米至1,750米的地区，多生长在林中，目前尚未由人工引种栽培。